# Marja Rak
Marja Rak är en finsk kläddesigner och grundare av klädföretaget Noolan, med produktion i Finland. Marja Rak tilldelades Finlandspriset 2010.
Marja Rak och hennes make Jonas Rak grundade Noolan Oy år 2000 med syfte att utveckla ett klädmärke som bygger på god kvalitet. Hållbar utveckling och ekologi är ledstjärnor, vilket bland annat innebär tidlöshet och mångsidighet hos produkterna.
Som ett erkännande för sitt arbete fick företaget Taito-priset 2010 och Konstindustrins kvalitetsmärke 2008.
Marja Rak tillverkar nu kläder under sitt eget namn.